# ホーシャムFC
ホーシャム・フットボール・クラブ（Horsham Football Club）はイングランド、ウェスト・サセックス州、ホーシャムを本拠地とするサッカークラブチームである。2021-2022シーズンはイスミアンリーグ・プレミアディヴィジョン（7部相当）に所属。

## タイトル

### 国内タイトル
- サセックス・カウンティリーグ:7回

1931-1932,1932-1933,1934-1935,1935-1936
1936-1937,1937-1938,1946-1947
- メトロポリタン＆ディストリクトリーグ:1回

1951-1952
- アセニアンリーグ・ディヴィジョン2:1回

1969-1970
- アセニアンリーグ・ディヴィジョン1:1回

1972-1973
- イスニアンリーグ・ディヴィジョン3:1回

1995-1996

### 国際タイトル
- なし

## 歴代所属選手
- マイケル・ヘクター 2010-2011